# Lucky (canção de Exo)
Lucky é uma canção de pop-R&B interpretada pelo grupo masculino sino-coreano Exo. Disponível em coreano e mandarim, a canção foi incluída na versão repaginada do seu primeiro álbum de estúdio, XOXO, que foi lançado digitalmente em 5 de agosto de 2013, sob o selo da gravadora SM Entertainment.

## Composição e antecedentes
"Lucky", de acordo com a descrição do álbum no site de música coreana Naver Music, pertence ao gênero musical pop e R&B e tem uma 'melodia rítmica. A canção foi composta e arranjada pelo produtor musical E.One. Esta foi a primeira colaboração do produtor com qualquer artista, sob a SM Town, embora ele já havia trabalhado com outros nomes notáveis na indústria musical, como ZE:A, G.NA, Boyfriend e My Name. "Lucky" foi descrita como uma canção de amor, em que o menino expressa os pensamentos puros em sua mente sobre o sentimento de todos os dias ter sorte por estar com seu amor.
A letra da versão em coreano da música foi escrita pelo veterano compositor Kim Eana, que é famoso por suas habilidades contribuindo ao escrever canções. Kim tinha escrito letras para quase todos os singles de IU, até à data, bem como "Abracadabra" e "Sixth Sense" do Brown Eyed Girls. Liu Yuan escreveu a versão em mandarim da música, bem como para outras quatro faixas do álbum, sendo elas, "Black Pearl", "Peter Pan", "Baby" e "My Lady". Ele também é conhecido por oferecer conteúdo lírico de canções do Super Junior-M.

## Promoções
A versão em mandarim da canção foi apresentada pela primeira vez pelo grupo durante a sua entrevista de imprensa e transmissão ao vivo do showcase A Midsummer Night's Growl! com Naver em 20 de agosto de 2013. EXO-M cantou a canção novamente durante o programa de rádio SimSimTaPa em 21 de agosto de 2013. O sub-grupo performou afaixa durante o Shanghai Music Festival '13 de 1 à 3 de outubro. A canção também foi incluída no set-list do festival de inverno do grupo com suas colegas de gravadora f(x), SM Town Week: "Christmas Wonderland", em 23 e 24 de dezembro no KINTEX em Goyang.

## Desempenho nas paradas
| Gráfico (2013)               | Melhores posições |
| ---------------------------- | ----------------- |
| Gaon Singles chart           | 17                |
| Gaon Monthly Singles chart   | 73                |
| Gaon Local Singles chart     | 17                |
| Gaon Streaming Singles chart | 110               |
| Gaon Download Singles chart  | 18                |
| Gaon Background Music chart  | 17                |
| Billboard K-Pop Hot 100      | 42                |

| Gráfico (2013)                           | Melhores posições |
| ---------------------------------------- | ----------------- |
| Baidu Weekly Music Chart                 | 13                |
| Gaon Singles chart                       | 103               |
| Gaon International Singles chart         | 4                 |
| Gaon Monthly International Singles chart | 43                |
| Gaon Download Singles chart              | 126               |